# Pseudovanilla vanilloides
Pseudovanilla vanilloides är en orkidéart som först beskrevs av Rudolf Schlechter, och fick sitt nu gällande namn av Leslie Andrew Garay. Pseudovanilla vanilloides ingår i släktet Pseudovanilla och familjen orkidéer. Inga underarter finns listade i Catalogue of Life.